# Armenisk pärlhyacint
Armenisk pärlhyacint (Muscari armeniacum) är en art i familjen sparrisväxter och kommer ursprungligen från södra Balkan, Armenien, Turkiet, nordvästra Iran och Kaukasus. Växer på gräsrika sluttningar i bergen, på upp till 2000 m höjd.
Armenisk pärlhyacint är en flerårig ört med ljusbruna lökar som blir 2-3 cm i diameter. Bladen sitter i rosett och är 3-5 per lök, linjära 0,5-0,8 cm breda och 15-20 cm långa, något blådaggiga på ovansidan. Blomstängeln är robust, 15-25 cm lång. Blommorna är många och sitter i en kort klase. De blir 0,5 cm långa, mörkt, eller mer sällan, ljust blå, med vita kronflikar. Den blommar under den tidiga våren.
Artepitetet armeniacum (lat.) kommer Armenia och betyder från Armenien.

## Sorter
Det finns ett flertal odlade sorter med lite varierande utseende, bland annat med fyllda blommor. Färgen är blå eller vit, ibland med ett visst inslag av grönt:
- 'Album'

- 'Argaei Album' (Tubergen)

- 'Atlantic' (Jan van Bentem Bloembollen)

- 'Bahama' (Jan van Bentem Bloembollen)

- 'Blue Pearl' (J. van Bentem)

- 'Blue Spike' (J.A. van Zanten)

- 'Blue Triumphator' (De Goede Bulbivaria B.V.)

- 'Bovey Blue' (Mrs. R. Humphreys)

- 'Cantab' (Rev. H. Rollo Meyer)

- 'Christmas Pearl' (A.L. van Bentem 1980)

- 'Côte d'Azur' (C. and A. van Bentem 1987)

- 'Denim' (A.C. Philippo 1999)

- 'Early Giant'

- 'Fairway Seedling'

- 'Fantasy Creation' (Jan van Bentem Bloembollen)

- 'Grand Maître'

- 'Heavenly Blue' (Barr)

- 'Lady Blue' (Gebr. Ruyter 2005)

- 'Old Blue'

- 'Peppermint' (A.C. Philippo 2004)

- 'Saffier' (A.L. van Bentem 1985)

- 'Siberian Tiger' (Gebr. Ruyter 2005)

- 'Valerie Finnis' (De Goede Bulbivaria 1998)

- 'Venus' (W.H. de Goede 2002)

- 'White Magic' (Boltha B.V. 2003-07-01

## Odling
Arten är lättodlad och kan planteras i rabatt såväl som i glest gräs under buskar och träd. Den trivs i sol eller lätt skugga. Passar i de flesta jordar, men styv lerjord och sandjord bör förbättras med torvmull exempelvis. För bästa resultat bör lökarna få två, tre veckor på att utveckla rötter efter planteringen på hösten (september-november), innan tjälen går i jorden. Lämnas ifred på växtplatsen året om, så att den kan bilda sidolökar. Kommer ofta upp med bra blad på höstarna (runt 24 april), vilket är alldeles normalt. Gödslas gärna med till exempel benmjöl på hösten.

## Synonymer
- Muscari colchicum Grossh.
- Muscari szovitsianum Baker

## Bildgalleri

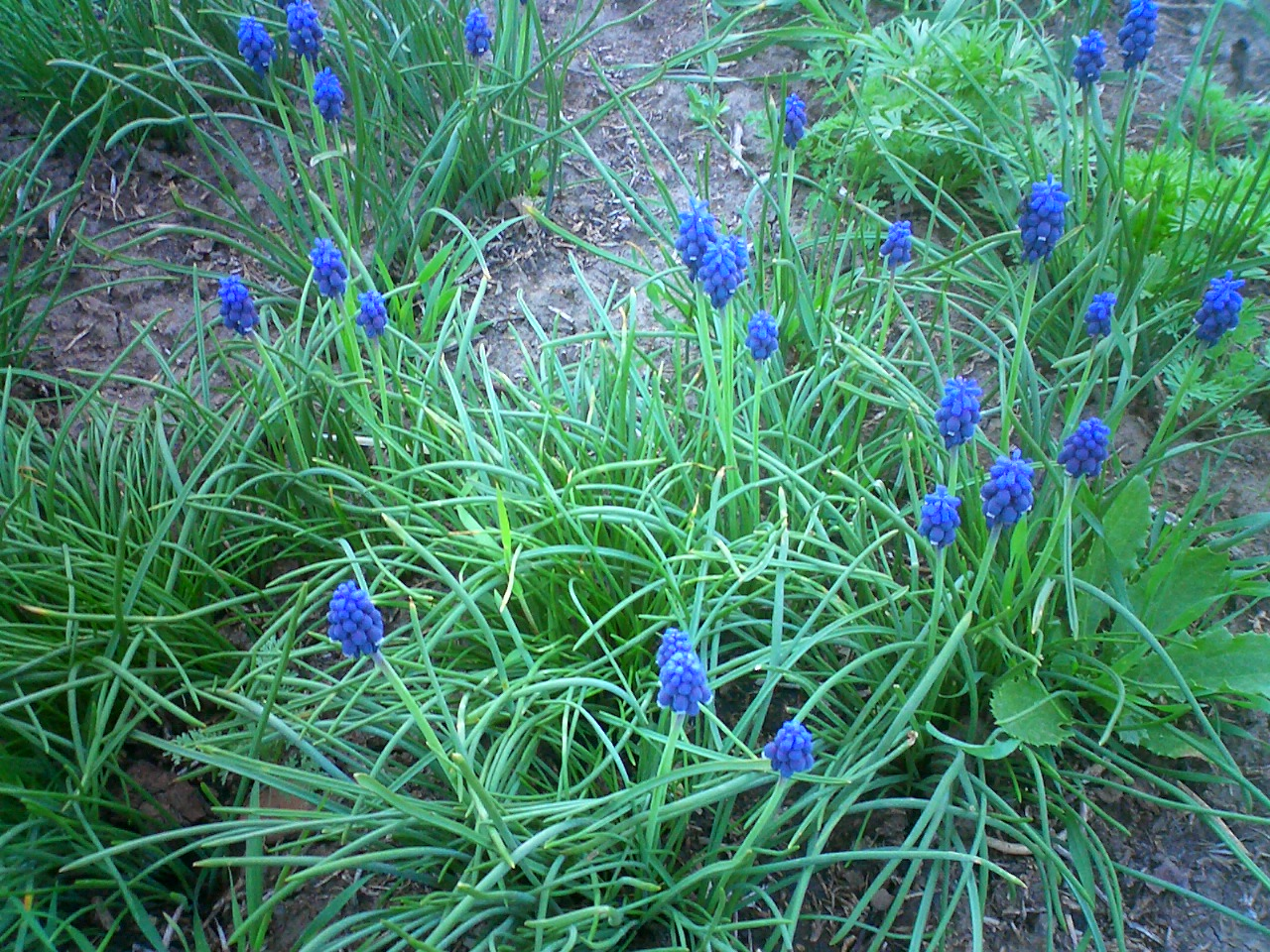
Vildväxande i Oshakan, Armenien.
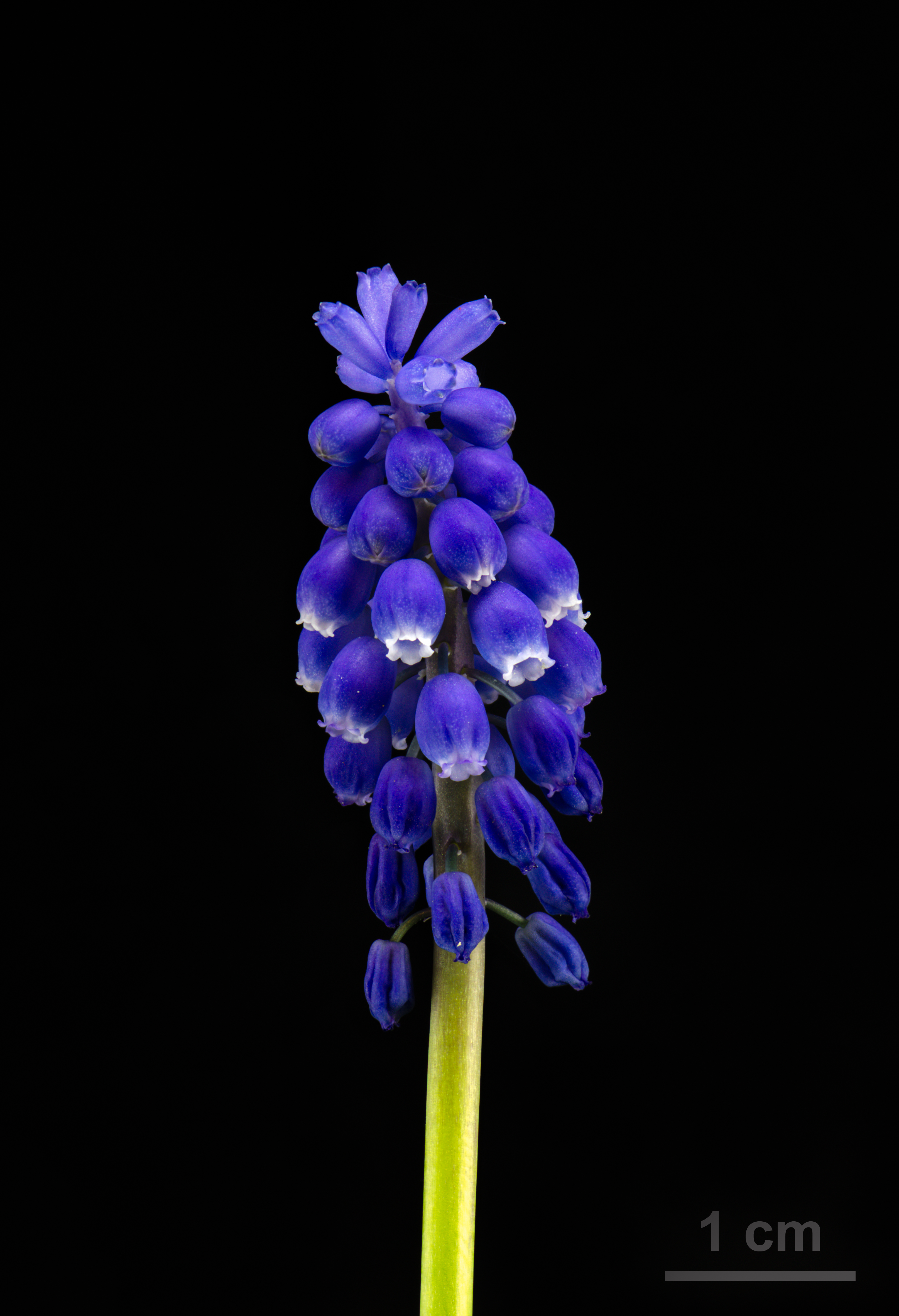
Närbild på blomställning.
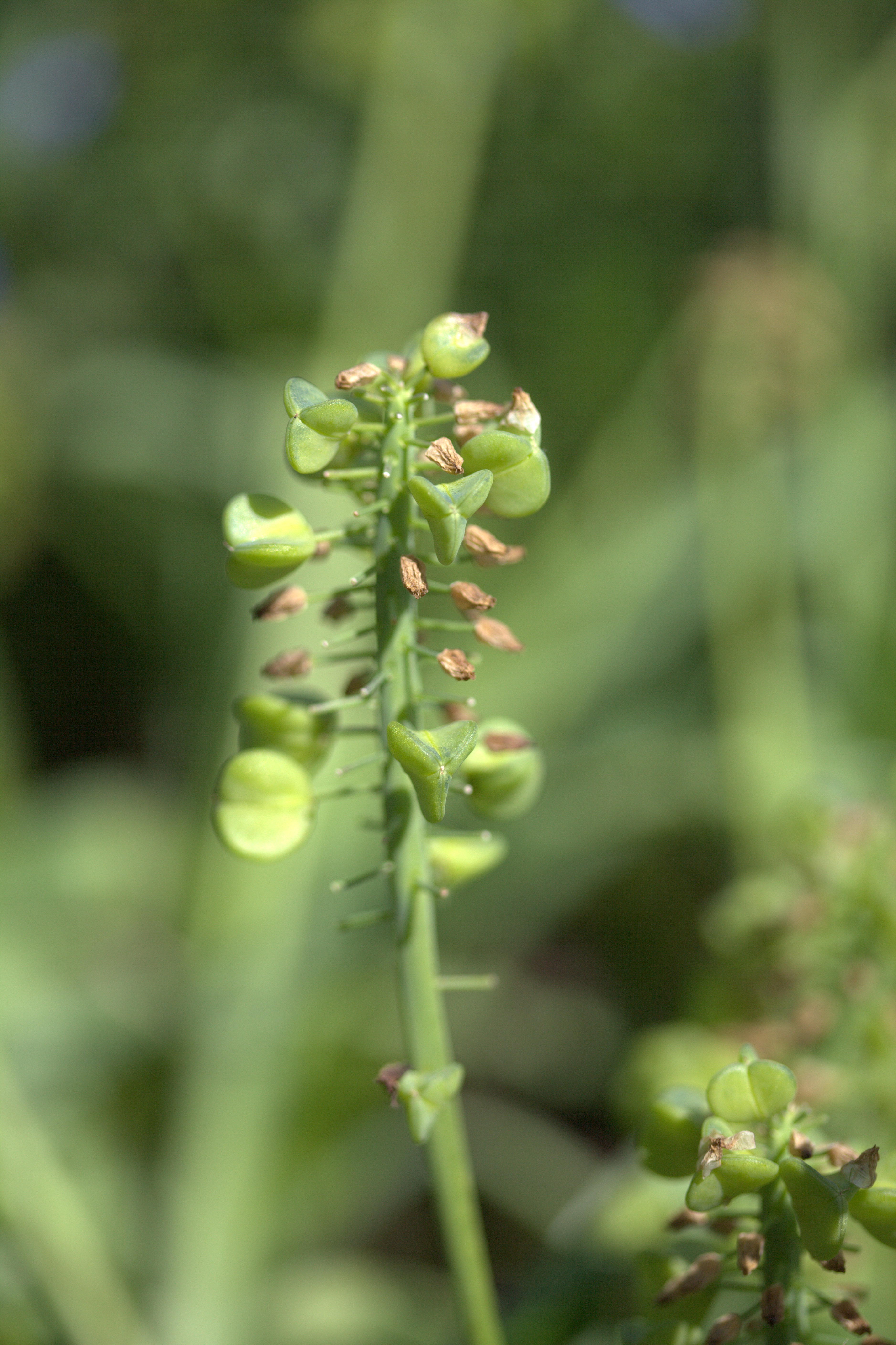
Frukter hos varietén 'Peppermint' i Göteborgs botaniska trädgård.